# Pierre Levegh
Pierre Eugène Alfred Bouillin (Parijs, 22 december 1905 – Le Mans, 11 juni 1955) was een Frans Formule 1-coureur. Hij nam de racenaam Pierre Levegh aan ter nagedachtenis van zijn oom, die in 1904 stierf. 
In 1950 en 1951 reed Levegh zes Grands Prix voor het team van Talbot-Lago, maar scoorde hierin geen punten. Hij kwam om bij de ramp van de 24 uur van Le Mans in 1955, waarbij ook 82 toeschouwers omkwamen.